# اقیانوس هند

اقیانوس هند

نگاره هوایی از جنوب آسیا، اقیانوس هند، خاورمیانه و قسمت اعظم قاره آفریقا توسط ناسا

اقیانوس هند سومین اقیانوس بزرگ از پنج تقسیم اقیانوسی جهان است که مساحتی معادل ۷۰۵۶۰ هزار کیلومتر مربع (۲۷۲۴۰۰۰۰ مایل مربع) یا تقریباً ۲۰٪ از آب‌های سطح زمین را پوشش می‌دهد. این اقیانوس از شمال به آسیا، از غرب به آفریقا و از شرق به استرالیا (قاره) محدود می‌شود. از سمت جنوب نیز به اقیانوس منجمد جنوبی یا قطب جنوب، بسته به تعریفی که استفاده می‌شود، محدود است. در طول هسته خود، اقیانوس هند دارای دریاهای حاشیه‌ای یا منطقه‌ای بزرگی مانند دریای آندامان، دریای عرب، خلیج بنگال و دریای لاکادیو است.
این اقیانوس به نام هند نامگذاری شده است زیرا شبه قاره هند در شمال آن است.  از سال ۱۵۱۵ به این نام شناخته شده است. هند تنها اقیانوسی است که به نام یک کشور نامگذاری شده است. قبلاً به آن اقیانوس شرقی گفته می‌شد. عمق متوسط آن ۳۷۴۱ متر است. تمام اقیانوس هند در نیمکره شرقی قرار دارد. بر خلاف اقیانوس اطلس و اقیانوس آرام، اقیانوس هند از سه طرف به خشکی‌ها و یک مجمع‌الجزایر محدود می‌شود.
اقیانوس هند گرم‌ترین اقیانوس است و به دلیل تعامل آن با جو، تأثیر قابل توجهی بر آب و هوای جهانی دارد. آب‌های آن تحت تأثیر گردش هوای اقیانوس هند قرار دارند که منجر به جریانات اقیانوسی و الگوهای بالا آمدن منحصر به فرد می‌شود. اقیانوس هند از نظر اکولوژیک متنوع است و دارای زندگی دریایی و اکوسیستم‌های مهمی مانند صخره‌های مرجانی، درختان مانگرو و بسترهای علف دریایی است. این اقیانوس بخش قابل توجهی از صید تن ماهی جهان را در خود جای داده و محل زندگی گونه‌های دریایی در خطر انقراض است. این اقیانوس با چالش‌هایی مانند صید بیش از حد و آلودگی، از جمله یک لکه زباله قابل توجه مواجه است.
از نظر تاریخی، اقیانوس هند از زمان‌های باستان مرکز تبادل فرهنگی و تجاری بوده است. این اقیانوس نقش کلیدی در مهاجرت‌های اولیه بشر و گسترش تمدن‌ها ایفا کرده است. در زمان‌های مدرن، این اقیانوس برای تجارت جهانی، به ویژه در زمینه نفت و هیدروکربن‌ها، حیاتی و مهم باقی مانده است. نگرانی‌های زیست‌محیطی و ژئوپولیتیک در این منطقه شامل تأثیرات تغییرات آب و هوایی، دزدی دریایی و اختلافات استراتژیک بر سر سرزمین‌های جزیره‌ای است.

## خلیج‌ها -تنگه‌ها و دریاهای کناره اقیانوس
1. دریای عرب (دریای عجم، دریای پارس)[۱][۲][۳][۴][۵]
2. خلیج فارس
3. دریای سرخ
4. دریای مکران
5. تنگه باب‌المندب
6. خلیج کوچ
7. خلیج خمبات
8. خلیج بنگال
9. دریای اندامان
10. تنگه مالاکا
11. تنگه موزامبیک
12. پیچ بزرگ استرالیا
13. خلیج منار

## همکاری منطقه‌ای

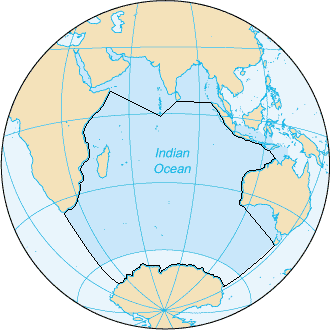
The Indian Ocean, according to the CIA The World Factbook (blue area), and as defined by the IHO (black outline - excluding marginal waterbodies).

هند به عنوان مهم‌ترین کشور اقیانوس هند تلاش دارد یک اتحادیه قدرتمند سیاسی اقتصادی و حتی نظامی در اقیانوس هند ایجاد کند. این تشکل اتحادیه همکاری‌های منطقه‌ای حاشیه اقیانوس هند ”(IORARC) نام دارد. قبلاً بیشتر نشستهای سیاسی و همکاری‌های منطقه‌ای برگزار می‌کرد اما اولین نشست پاک اقتصادی تجاری تحت عنوان فوروم وزرای تجارت و اقتصادی کشورهای عضو در ۳–۵ تیر ماه ۱۳۹۲ برگزار شد. هند مصمم است که این اتحادیه را از سایر اتحادیه‌ها مانند آسه‌آن و … مهم‌تر سازد.

## کشورهای کرانه‌ای

### آفریقا
آفریقای جنوبی,  موزامبیک,  ماداگاسکار,  سرزمین‌های جنوبی و جنوبگانی فرانسه,  فرانسه (رئونیون),  موریس,  مایوت,  کومور,  تانزانیا,  سیشل,  کنیا,  سومالی,  جیبوتی,  اریتره,  سودان,  مصر

### آسیا
مصر (صحرای سینا), فلسطین،  اردن,  عربستان سعودی,  یمن,  عمان,  امارات متحده عربی,  قطر,  بحرین,  کویت,  عراق,  ایران,  پاکستان,  هند,  مالدیو,  قلمرو اقیانوس هند بریتانیا,  سری‌لانکا,  بنگلادش,  میانمار,  تایلند,  مالزی,  اندونزی,  جزایر کوکوس,  جزیره کریسمس

### استرالیا
جزیره‌های آشمور و کارتیر,  اندونزی,  تیمور شرقی,  استرالیا

### اقیانوس هند جنوبی
جزیره هرد و جزایر مکدونالد،  سرزمین‌های جنوبی و جنوبگانی فرانسه